# 東印度大樓 (倫敦)

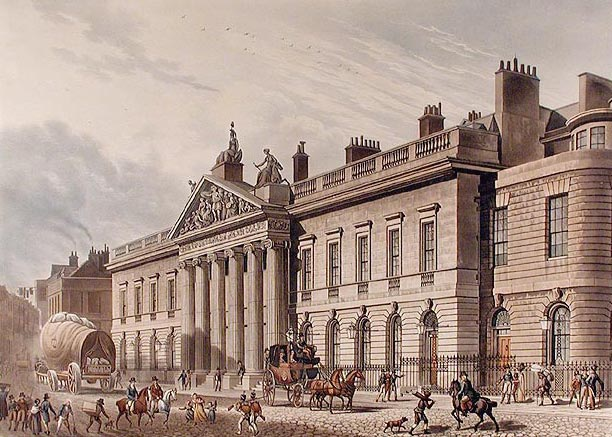
在19世紀初的東印度大樓。

東印度大樓（East India House）原本位於英格蘭倫敦市的利德賀街，曾經是英國東印度公司的總部。大樓由建築師理查·賈普於1799年至1800年所重建。英國政府在1858年11月1日接管公司的財產以前，有關印度事務的政策和決議都是在那裡制定的。大樓在1929年拆除，現址為倫敦勞合社 (Lloyd's of London) 總部。